# Persea hintonii
Persea hintonii är en lagerväxtart som beskrevs av C. K. Allen. Persea hintonii ingår i släktet avokador, och familjen lagerväxter. Inga underarter finns listade i Catalogue of Life.